# Hastings, Minnesota
Hastings är en stad i Dakota County och Washington County i Minnesota. Hastings, som är administrativ huvudort i Dakota County, har fått sitt namn efter Henry Hastings Sibley.

## Kända personer från Hastings
- Derek Stepan, ishockeyspelare